# Hikikomari kyūketsuki no monmon
Hikikomari kyūketsuki no monmon (jap. ひきこまり吸血姫の悶々) – seria light novel napisana przez Kotei Kobayashi i zilustrowana przez Riichu, publikowana od stycznia 2020 nakładem wydawnictwa SB Creative. Na jej podstawie powstała manga, ukazywana w magazynie „Gekkan Big Gangan” wydawnictwa Square Enix od grudnia 2021, oraz serial anime, wyprodukowany przez studio Project No.9, który emitowano od października do grudnia 2023.

## Bohaterowie
- Terakomari Gandesblood (jap. テラコマリ・ガンデスブラッド Terakomari Gandesuburaddo)

Seiyū: Tomori Kusunoki 
- Villhaze (jap. ヴィルヘイズ Viruheizu)

Seiyū: Sayumi Suzushiro 
- Karen Helvetius (jap. カレン・エルヴェシアス カレン・エルヴェシアス)

Seiyū: Yōko Hikasa 
- Nelia Cunningham (jap. ネリア・カニンガム Neria Kaningamu)

Seiyū: Fairouz Ai 
- Karla Amatsu (jap. アマツ・カルラ Amatsu Karura)

Seiyū: Miyuri Shimabukuro 
- Sakuna Memoir (jap. サクナ・メモワール Sakuna Memowāru)

Seiyū: Manaka Iwami 
- Millicent Bluenight (jap. ミリセント・ブルーナイト Mirisento Burūnaito)

Seiyū: Sora Amamiya 
- Melca Tiano (jap. メルカ・ティアーノ Meruka Tiāno)

Seiyū: Reina Ueda 
- Tio Flat (jap. ティオ・フラット Tio Furatto)

Seiyū: Saku Mizuno 

## Light novel
Seria ukazuje się od 11 stycznia 2020 nakładem wydawnictwa SB Creative. W Ameryce Północnej prawa do dystrybucji nabyło wydawnictwo Yen Press.
| Nr | Data wydania (język japoński) | ISBN (język japoński)  |
| -- | ----------------------------- | ---------------------- |
| 1  | 11 stycznia 2020              | ISBN 978-4-81-560465-3 |
| 2  | 14 maja 2020                  | ISBN 978-4-81-560551-3 |
| 3  | 11 września 2020              | ISBN 978-4-81-560743-2 |
| 4  | 14 stycznia 2021              | ISBN 978-4-81-560890-3 |
| 5  | 13 maja 2021                  | ISBN 978-4-81-560985-6 |
| 6  | 14 września 2021              | ISBN 978-4-81-561203-0 |
| 7  | 14 stycznia 2022              | ISBN 978-4-81-561378-5 |
| 8  | 13 maja 2022                  | ISBN 978-4-81-561642-7 |
| 9  | 14 października 2022          | ISBN 978-4-81-561643-4 |
| 10 | 14 stycznia 2023              | ISBN 978-4-81-561910-7 |
| 11 | 15 maja 2023                  | ISBN 978-4-81-562137-7 |
| 12 | 14 października 2023          | ISBN 978-4-81-562138-4 |
| 13 | 15 marca 2024                 | ISBN 978-4-8156-2139-1 |

## Manga
Na podstawie light novel powstała manga zilustrowana przez Riichu, która ukazuje się w magazynie „Gekkan Big Gangan” wydawnictwa Square Enix od 25 grudnia 2021.
| Nr | Data wydania (język japoński) | ISBN (język japoński)  |
| -- | ----------------------------- | ---------------------- |
| 1  | 23 czerwca 2022               | ISBN 978-4-75-757986-6 |
| 2  | 25 stycznia 2023              | ISBN 978-4-75-758363-4 |
| 3  | 25 listopada 2023             | ISBN 978-4-75-758919-3 |

## Anime
Adaptacja w formie telewizyjnego serialu anime została zapowiedziana 5 stycznia 2023 podczas transmisji na żywo „GA Fes 2023”. Została wyprodukowana przez studio Project No.9 i wyreżyserowana przez Tatsumę Minamikawę. Scenariusz napisał Keiichirō Ōchi, postacie zaprojektował Tomoyuki Shitaya, a muzykę skomponował Go Shiina. Seria była emitowana od 7 października do 30 grudnia 2023 w stacjach Tokyo MX i BS NTV. Motywem otwierającym jest „Red Liberation” autorstwa FripSide, końcowym zaś „Nemurenai” (jap. 眠れない) w wykonaniu MIMiNARI z udziałem Tomori Kusunoki.

### Lista odcinków
| №  | Tytuł                                                                 | Premiera             |
| -- | --------------------------------------------------------------------- | -------------------- |
| 1  | Hikikomori kyūketsuki, soto ni deru (引きこもり吸血鬼、外に出る)      | 7 października 2023  |
| 2  | Gekokujō, boppatsu (下剋上、勃発)                                     | 14 października 2023 |
| 3  | Hikikomori kyūketsuki no yami (ひきこもり吸血姫の闇)                  | 21 października 2023 |
| 4  | Kokō no tomurai (孤紅の恤)                                            | 28 października 2023 |
| 5  | Sakuna memowāru to shichiguten-tachi (サクナ・メモワールと七紅天たち) | 4 listopada 2023     |
| 6  | Kusemono zoroi no entaku kaigi (曲者ぞろいの円卓会議)                 | 11 listopada 2023    |
| 7  | Sukāretto sutēji (スカーレット・ステージ)                             | 18 listopada 2023    |
| 8  | Asuterizumu no kaiten (アステリズムの廻転)                            | 25 listopada 2023    |
| 9  | Senryū chakai (翦劉茶会)                                              | 9 grudnia 2023       |
| 10 | Aruka ōkoku no ohimesama (アルカ王国のお姫様)                         | 16 grudnia 2023      |
| 11 | Yume no tsuieru rakuen (夢の潰える楽園)                               | 23 grudnia 2023      |
| 12 | Ōgon no sekai (黄金の世界)                                            | 30 grudnia 2023      |

## Odbiór
Demelza z Anime UK News pochwaliła ilustracje, jednocześnie ostro krytykując historię i postacie. Rebecca Silverman z Anime News Network także doceniła ilustracje i uznała scenariusz za „solidny”, jednak skrytykowała niektóre postacie, szczególnie Vill i Komari.